# Atheologie
Atheologie is een levensbeschouwing die uitgaat van een atheïstisch wereldbeeld. Daarnaast wordt het bestaan verworpen van bovennatuurlijke werelden, krachten en/of verschijnselen.
Het woord atheologie komt van het Grieks: het voorvoegsel 'α' (a) betekent 'niet' en het woord 'theologie' dat zelf een samenstelling van de Griekse woorden 'θεος' (theos) en λόγος (logos) is, en dat in die samenstelling 'godsleer' betekent.
Atheologie is een betrekkelijk jonge stroming die zijn wortels in het atheïsme heeft en daar het logisch vervolg op is. Waar het atheïsme zich voornamelijk toelegt op de ontkrachting van de religie, beschouwt de atheologie de ontkrachting als voltooid en aangetoond. Atheologie legt zich daarom toe op de ontwikkeling van een nieuwe inhoud voor een levensbeschouwing die uiteindelijk als beter en aantrekkelijker alternatief aangeboden kan worden. Atheologie is dus een levensbeschouwing waaraan gewerkt wordt en die niet overal kant en klare oplossingen voor biedt.
Vroege atheologische bijdragen zijn al direct bij de eerste moderne atheïsten te vinden: mensen als Baron d'Holbach, Friedrich Nietzsche, Karl Marx en Sigmund Freud zijn daar voorbeelden van. In Nederland heeft in de twintigste eeuw de vrijdenker Anton Constandse veel bijgedragen. Een moderne vertegenwoordiger en vurig pleitbezorger is de filosoof Michel Onfray.

## Enkele uitgangspunten
Atheologie stelt onder andere (niet geordend naar belang):
- Een juist begrip van de wereld en het leven is niet mogelijk als men uitgaat van enig religieus standpunt.
- De grenzen aan het begrijpen van de wereld liggen in de mens zelf. Waar de grenzen van het menselijk begrip liggen is onbekend maar die grenzen zijn nog niet bereikt.
- Het is onnodig alles onmiddellijk te willen verklaren. Onverklaarbare zaken worden aanvaard voor wat ze zijn maar kunnen in de toekomst wellicht wel verklaard worden. Zolang de grenzen van het menselijk begripsvermogen niet bereikt zijn is toekomstige verklaring altijd een reële mogelijkheid. Atheologie stelt niet dat de mens 'alles' zou kunnen begrijpen maar dat is niet erg. Het is een gegeven waarmee heel goed geleefd kan worden.
- Een leven zonder (bij)geloof in god(en), bovennatuurlijke werelden, krachten en/of verschijnselen is goed mogelijk en is zelfs noodzakelijk om een goed en gelukkig mens te zijn. Religie is immoreel en in welke vorm dan ook ten diepste schadelijk voor mens en wereld.
- Een menselijke moraal is onmogelijk als men van het religieuze standpunt uitgaat. Religies hebben zich ten onrechte morele basisbegrippen toegeëigend, 'gestolen'. Het zijn begrippen die los van godsdienst staan en die daarom moeten worden 'teruggevorderd' en ontdaan van elke religieuze 'besmetting'.
- De mens is door gods- en ander bijgeloof enorm in zijn ontwikkeling geremd en zou daarom zeer gebaat zijn bij een atheologisch wereldbeeld.
- De maatschappij is doortrokken van op gods- en ander bijgeloof gebaseerde meningen. Dit gaat zover dat zelfs atheïsten niet door hebben dat zij ook zelf van dit schadelijke begrippenapparaat gebruikmaken.
- Het menselijk denkvermogen, zijn kennis en zijn nieuwsgierigheid zijn een zeer groot goed en dienen bescherming, koestering en aanmoediging.
- Het leven heeft een begin en een einde en wordt slechts eenmaal geleefd, en wel hier op Aarde. Het leven mag daarom volop genoten worden, ieder naar eigen goeddunken zolang dat anderen niet schaadt. Zolang aan dat laatste voldaan wordt, ontberen anderen elk recht om hieraan af te doen.
- Het eenmalige leven wat slechts op Aarde plaatsvindt, legt een zeer grote verantwoordelijkheid op de mens in al zijn doen en laten.
- Er is niets wat de mens weerhoudt zich te wijden aan de vermindering van leed, de verbetering van zichzelf en de omstandigheden waarin hij leeft. Dit niet te willen of tegen te houden is immoreel.

## Afbraak en opbouw
De visie van de atheologie is als volgt. Zij meent dat bijna alle religies, maar de 'huidige' monotheïstische godsdiensten in het bijzonder, zijn gebouwd op vrees, (geestelijke en vaak ook lichamelijke) dwang, minachting voor het lichaam, minachting voor de seksualiteit, minachting voor de vrouw, minachting voor niet-blanke mensen, minachting voor de natuur, kortom minachting voor het leven, minachting voor het intellect, minachting voor kennis (wetenschap), minachting voor de geschiedenis, minachting voor anders- of niet-gelovigen, etc. Daarentegen is er onder andere verheerlijking van niet-bestaande werelden en doodsverheerlijking. Deze zaken zijn diep doorgedrongen in de geest van alle mensen. Zelfs atheïsten zijn zich daar niet altijd van bewust.
Atheologie omvat de volledige ontmanteling, niet alleen van de schadelijke religie(s), maar ook de afbraak van heel deze negatieve attitude bij zo veel mogelijk mensen. Het kan echter niet bij deze afbraak blijven: er moet tevens een alternatief geboden worden.
Het belangrijkste atheologische werk is daarom van opbouwende aard. Het atheïsme is op de lange duur niet levensvatbaar op grond van de godsontkenning alleen.
De opkomst van het creationisme, het zich onterecht wetenschappelijk voordoende 'intelligent design' (beide vooral in Amerika maar met een dreigende uitbreiding naar onder andere Europa) en de islam worden op de korte termijn als de grootste bedreigingen gezien voor het behoud van de atheïstische levensvisie. Deze levensvisie wordt vooral door theïsten als inhoudsloos gezien. Dat is onterecht maar het is wel een feit dat er weinig aan gewerkt is om aan de inhoud vorm te geven en die uit te dragen.
Een van de eerste doelstellingen van de atheologie is daarom het terugvorderen van de 'gestolen waar': de hierboven genoemde (en vele andere) morele begrippen en aan deze begrippen een atheologische inhoud te geven. Omdat veel van dergelijke begrippen bij zeer veel levensovertuigingen voorkomen en zij ook al bestonden voordat de monotheïstische religies werden gesticht, zoals 'naastenliefde', 'eerlijkheid', 'integriteit', 'waarachtigheid', is een nieuwe inhoud nauwelijks nodig. Wel moet de verbintenis met godsdienst volledig worden doorgesneden.
Maatschappelijke terreinen als bijvoorbeeld het recht, het onderwijs en de biologische ethiek zijn volledig doortrokken van de waarden en normen uit de heersende religie. Ook daar zal veel aan gewerkt moeten worden. Voor veel terreinen betekent dat een volledige herbouw.
De eventuele beslissing tot het aanhangen van een godsdienst is ter verantwoordelijkheid van de volwassene, niet van het kind. Het blootstellen van kinderen aan religieus 'onderwijs' staat gelijk aan kindermishandeling en moet ook als zodanig behandeld worden. In eventueel godsdienstonderwijs (onderwijs over, niet onderwijs in) moeten naast de eventuele positieve ook de thans altijd onderbelichte of zelfs verzwegen negatieve kanten belicht worden.
Hoewel dat nooit bereikt zal worden is het streven een samenleving op atheologische grondslag. In dit streven moeten de methoden die religies in de loop van de historie gebruikt hebben om mensen te dwingen zich te voegen (en die nog immer veel aanhang hebben) worden vermeden.

## Verwante stromingen
- Seculier humanisme